# Kleiner See (Blankenhof)
Der Kleine See ist ein See im Landkreis Mecklenburgische Seenplatte, innerhalb der Gemeinde Blankenhof in Mecklenburg-Vorpommern.
Der Kleine See ist etwa 310 Meter lang, 220 Meter breit und an seiner tiefsten Stelle ca. 2,7 Meter tief. Der See entstand durch die Gletscher des Pommerschen Stadiums der Weichseleiszeit. Eingebettet liegt er in der Grundmoräne westlich des Tollensetales, die im Norden an ihrer höchsten Erhebung 78,5 m ü. NHN, zum Süden hin 65,8 m ü. NHN erreicht.
Der Seegrund ist äußerst schlammig und sauerstoffarm, durch Schadstoffeinflüsse der landwirtschaftlich genutzten Flächen vom nordwestlichen bis hin zum östlichen Bereich vor dem See war er schon immer sehr belastet. So kam es in der Vergangenheit immer wieder zu größeren Fischsterben, wie in den 1970ern, als Agrarflugzeuge der Landwirtschaft ihre Düngerstreueinrichtung nicht rechtzeitig abschalteten und viele große Karpfen dadurch zugrunde gingen.
Auch sehr heiße Sommer und lange, harte Winter, mit schneebedeckter Eisfläche, schadeten dem See und seinem empfindlichen Ökosystem durch den bereits erwähnten geringen Sauerstoffgehalt des Wassers. Allerdings ist die letzten Jahre eine stetig zunehmende Verbesserung der Wasserqualität zu erkennen. Trotz aller widriger Tatsachen war der See über Jahre hinweg immer wieder ein gutes Angelgewässer, als Hauptfischarten hierbei sind Weißfische, Hechte, Schleie und vereinzelt Aale zu nennen. Auch die Karpfenbestände haben sich recht gut erholt. Am südlichen Ufer befand sich bis Anfang der 1990er Jahre eine Brutkolonie Trauerseeschwalben, aber diese ist mittlerweile gänzlich erloschen. Der See hat einen Gürtel aus Teichrosen und wird größtenteils von Weiden und Erlen gesäumt.
Der Kleine See ist ein Pachtgewässer des Landesanglerverbandes Mecklenburg-Vorpommern e.V., an seinen Ufern befinden sich einige Angelstege. Am Südufer verläuft die Bahnstrecke Bützow–Szczecin.